# Aïssata Soulama
Aïssata Soulama, född 11 februari 1979, är en friidrottare från Burkina Faso. Hon deltog vid olympiska sommarspelen 2004 och olympiska sommarspelen 2008.